# Ferdinand Feyerick
Ferdinand Feyerick, född 27 januari 1865 i Gent, död 12 september 1920 i Gent, var en belgisk fäktare.
Feyerick blev olympisk bronsmedaljör i värja vid sommarspelen 1908 i London.